# 335968 Xiejin
335968 Xiejin este o planetă minoră (asteroid) din centura de asteroizi. A fost descoperită pe 21 septembrie 2007 la Xuyi County⁠(d) de . 
Obiectul prezintă o orbită caracterizată de o semiaxă mare de 3,1425273830837 UAi, o excentricitate de 0,21570585600181, o înclinație de 16,406012932405 ° în raport cu ecliptica.